# Мейер, Клаус
Клаус Мейер (нем. Klaus Meyer; 5 августа 1937, Гослар, Нижняя Саксония — 4 апреля 2014) — западногерманский футболист, играл на позиции защитника.

## Биография

### Игровая карьера
Всю футбольную карьеру играл за брауншвейгский «Айнтрахт», начав карьеру в Северной Оберлиге. В Оберлиге он сыграл 81 матч, а в 1963 году с образованием Бундеслиги продолжил играть за этот клуб. Он был частью команды, с которой в 1967 году выиграл чемпионский титул.
Всего за «львов» сыграл 204 матча и забил 3 гола.

### Смерть
Скончался 4 апреля 2014 года в возрасте 76 лет.